# Franz Höhne (Politiker)
Franz Höhne (* 13. Juni 1904 in Regensburg; † 16. November 1980 ebenda) war ein deutscher Politiker der SPD.

## Leben und Beruf
Nach dem Besuch der Volksschule absolvierte Höhne eine Schlosserlehre und arbeitete anschließend bei der Reichsbahn. Seit 1922 war er in der Gewerkschaft aktiv. Bis zu dessen Verbot 1933 war er auch Mitglied im Freien Turn- und Sportverein Regensburg, einem Arbeitersportverein. 1934 wurde Höhne aus politischen Gründen von der Reichsbahn entlassen und wegen Vorbereitung zum Hochverrat verurteilt. Bis 1938 saß er zunächst im Gefängnis und später auch im Konzentrationslager Dachau. Nach der Haftentlassung arbeitete er als Automechaniker. Nach dem Hitler-Attentat am 20. Juli 1944 wurde er drei Wochen im KZ Flossenbürg festgehalten.
Nach dem Zweiten Weltkrieg trat Höhne in den Dienst der Stadt Regensburg ein, wo er am Aufbau der Wirtschaftsverwaltung beteiligt war. Später trat er als Bezirkssekretär für Niederbayern-Oberpfalz in den Dienst der SPD.

## Politik
Höhne trat 1922 der SPD bei. Im Jahre 1933 war Höhne noch kurzzeitig im Stadtrat von Regensburg, in den er 1946 erneut gewählt wurde und dem er bis 1948 angehörte. Von 1955 bis 1968 war er Bezirksvorsitzender der SPD Niederbayern-Oberpfalz.
Dem Deutschen Bundestag gehörte Höhne seit dessen erster Wahl 1949 bis 1969 an. Er wurde dabei stets über die bayerische Landesliste seiner Partei ins Parlament gewählt.